# لیدهیلیت
لیدهیلیت  (به انگلیسی: Leadhillite) با فرمول شیمیایی Pb4[(OH)2 - SO4 - (CO3)2] از مجموعه کانی هاست و به آسانی با چاقوبریده می‌شود-دارای لومینسانس گاه زرد فام-ازکانیهای مشابه آن سروزیت است. ازنام ژیزمان Leahills در اسکاتلند گرفته شده‌است. درشعله ذوب و درآب گرم حل می‌شود. در HNO۳ می‌جوشد. PbO:۸۲٫۷۵٪ SO۳:۷٫۴۲٪ CO۲:۸٫۱۶٪ H2O:۱٫۶۷٪ برای اولین بار در نامبیا کشف شد و از نظر شکل بلور: پهن و کوتاه - فلسی - رومبوئدری - ماکله، رنگ: بیرنگ - سفید - خاکستری - سبزروشن - آبی روشن، شفافیت: شفاف - نیمه شفاف، شکستگی: صدفی، جلا: الماسی - صدفی - ابریشمی، رخ: کامل، سیستم تبلور: مونوکلینیک و در رده‌بندی کربنات است و منشأ تشکیل آن ثانوی است.
همایند کانی‌شناسی (پارانژ) آن سروزیت- لیناریت- سروزیت- آنگلزیت و غیره است
، از نظر ژیزمان آگرگاتهای دانه‌ای و توده‌ای، گاه صفحه‌ای شکل کمیاب است و بیشتر در انگلستان(اسکاتلند)، ایتالیا، تونس، آمریکا و نامبیا یافت می‌شود.